# Jodelle Ferland
Jodelle Micah Ferland (Nanaimo, 9 de outubro de 1994) é uma atriz canadense. Seus principais papéis foram nos filmes Terror em Silent Hill de 2006 e A Saga Crepúsculo: Eclipse de 2010.

## Carreira
Jodelle iniciou sua carreira em um episódio da CTV "Cold Squad" (1998), antes de gravar seu primeiro filme com quatro anos de idade - "Mermaid", pelo qual recebeu uma indicação ao Emmy, sendo a pessoa mais jovem a receber uma indicação ao Emmy em toda a história.
Desde então, ela já apareceu em filmes como Eles (2002), Encurralada (2001) e Carrie, a Estranha (2002), e fez aparições em "Smallville" (2001), "Dark Angel" ( 2000) e "O Colecionador" (2004). Ela também pode ser vista no seriado de Stephen King, "Kingdom Hospital" (2004) interpretando uma garotinha que assombra o hospital, Mary Jensen, papel que lhe rendeu uma indicação ao Melhor Artista Infantil.
Em 2004, ela conseguiu o papel principal de "Jeliza-Rose", em Contraponto, de Terry Gilliam (2005), um filme sobre uma garota perturbada que encontra consolo em sua própria imaginação, após a morte de seus pais.
Em 2007 foi Hollis Woods em "Pictures of Hollis Woods", adaptação do premiado livro de Patricia Reilly Giff.
Em 2006 estrelou no filme Terror em Silent Hill, um filme de terror baseado na série de jogos de Survival Horror Silent Hill da Konami. Jodelle, no filme, interpreta a pequena Sharon, Alessa Gillespie e a parte sombria de Alessa.
Estrelou, em mais um papel sombrio, a pequena Lilith Sullivan em "Caso 39" (2009), onde atuou com Renée Zellweger. Gravou também "Wonderful World" em 2009, e ganhou um personagem surpresa em The Cabin in the Woods (2011).
Jodelle Ferland esteve também em Eclipse, terceiro filme da Saga Crepúsculo como Bree Tanner.
Para os fãs da garotinha mais sombria das telinhas, temos um novo projeto chamado "The Tall Man". O filme é um thriller cheio de suspense no mesmo estilo dos primeiros filmes de M. Night Shyamalan. O elenco ainda conta com Jessica Biel, que interpreta uma mulher que investiga e segue a figura do ‘The Tall Man’ (o homem alto) que sequestrou sua filha. Teach Grant (de Fringe), William B. Davis (o eterno ‘canceroso’ de Arquivo-X), Samantha Ferris (Supernatural) também foram elencados para o projeto.

## Filmografia

### Televisão
| Ano       | Série                              | Episódio                  | Papel                 |
| --------- | ---------------------------------- | ------------------------- | --------------------- |
| 1999      | Cold Squad                         | Deadly Games: Part 2      | Hailey Hatcher        |
| 1999      | Cold Squad                         | First Deadly Sin          | Hailey Hatcher        |
| 2000      | Higher Ground                      | Innocence                 | Juliette jovem        |
| 2001      | Wolf Lake                          | unaired pilot             | Lily Kelly            |
| 2001      | Dark Angel                         | Red                       | Annabelle Anselmo     |
| 2001      | The Lone Gunmen                    | Cap'n Toby                | Mary the Little Girl  |
| 2001      | So Weird                           | Annie's Song              | Maria                 |
| 2002      | Special Unit 2                     | The Piper                 | Focus Group Girl      |
| 2002      | John Doe                           | Pilot                     | Jenny Nichols         |
| 2003      | Smallville                         | Accelerate                | Emily Eve Dinsmore    |
| 2003      | Dead Like Me                       | Pilot                     | Kirsti                |
| 2004      | The Collector                      | The Rapper                | The Devil/Little Girl |
| 2004      | The Collector                      | The Prosecutor            | The Devil/Little Girl |
| 2006      | Supernatural                       | Provenance                | Melanie Merchant      |
| 2006      | Stargate SG-1                      | Flesh and Blood           | Adria (sete anos)     |
| 2006      | Masters of Horror                  | The V Word                | Lisa                  |
| 2007      | Stargate Atlantis                  | Harmony                   | Harmony               |
| 2009      | Captain Cook's Extraordinary Atlas |                           | Gwen Malloy           |
| 2010      | Ice Quake                          |                           | Tia Webster           |
| 2010      | The Haunting Hour                  | My Sister the Witch       | Alice                 |
| 2015-2017 | Dark Matter                        |                           | Five (Cinco)          |
| 2016      | My Daughter's Disgrace             |                           | Audrey                |
| 2018      | Frankie Drake Mysteries            | "Anastasia"               | Ana                   |
| 2018      | Darken: Before the Dark            |                           | Olive                 |
| 2019      | Supernatural                       | "Golden Time"             | Emily                 |
| 2020      | The Order                          | "Fear Itself Parts 1 & 2" | Zecchia               |

### Cinema
| Ano  | Filme                           | Papel                         |
| ---- | ------------------------------- | ----------------------------- |
| 2000 | Mermaid                         | Desiree Leanne 'Desi' Gill    |
| 2000 | The Linda McCartney Story       | Heather (cinco e seis anos)   |
| 2000 | Sole Survivor                   | Nina Carpenter                |
| 2000 | Special Delivery                | Samantha Beck                 |
| 2001 | Trapped                         | Heather                       |
| 2001 | Deadly Little Secrets           | Madison                       |
| 2001 | The Miracle of the Cards        | Annie                         |
| 2002 | They                            | Sarah                         |
| 2002 | Carrie                          | Carrie White (quando criança) |
| 2003 | Mob Princess                    | Young Patti                   |
| 2004 | Kingdom Hospital                | Mary Jensen                   |
| 2004 | 10.5                            | Little 'Wow!' Girl            |
| 2004 | Too Cool for Christmas          | Alexa                         |
| 2005 | Tideland                        | Jeliza-Rose                   |
| 2005 | Amber's Story                   | Nichole Taylor Timmons        |
| 2005 | Swimming Lessons                | Zoe                           |
| 2006 | The Secret of Hidden Lake       | Maggie Dolan Jovem            |
| 2006 | Silent Hill                     | Sharon / Alessa Gillespie     |
| 2007 | Bloodrayne 2                    | Sally                         |
| 2007 | The Messengers                  | Michael Rollins               |
| 2007 | Seed                            | Detective Bishop's daughter   |
| 2008 | Good Luck Chuck                 | Lila Carpenter                |
| 2008 | Céline                          | Young Celine                  |
| 2008 | Pictures of Hollis Woods        | Hollis Woods                  |
| 2009 | Case 39                         | Lillith Sullivan              |
| 2009 | Wonderful World                 | Sandra                        |
| 2009 | Everything's Coming Up Rosie    | Rosie                         |
| 2010 | Eclipse                         | Bree Tanner                   |
| 2011 | Girl Fight                      | Haley                         |
| 2012 | Monster                         | Hannah                        |
| 2012 | Mighty Fine                     | Natalie Fine                  |
| 2012 | The Tall Man                    | Jenny                         |
| 2012 | The Cabin in the Woods          | Patience Bruckner             |
| 2012 | ParaNorman                      | Aggie (voz)                   |
| 2012 | Home Alone 5: The Holiday Heist | Alexis Baxter                 |
| 2013 | Red                             | Rowan                         |
| 2013 | Midnight Stallion               | Megan Shepard                 |
| 2013 | 400 Boys                        | Friday                        |
| 2013 | The Goodbye Girl                |                               |
| 2013 | Black Hat                       | Dandi                         |
| 2017 | Neverknock                      | Leah                          |
| 2017 | Bigger Fatter Liar              | Becca                         |
| 2019 | Office Games                    | Tina                          |

### Video games
| Ano  | Título     | Papel          |
| ---- | ---------- | -------------- |
| 2010 | BioShock 2 | Little Sisters |